# الإمبراطورية الآشورية الوسطى
الإمبراطورية الآشورية الوسطى أو الإمبراطورية الآشورية الثانية هي الفترة الزمنية في التاريخ الآشوري الممتدة بين سقوط الإمبراطورية الآشورية الأولى في القرن الرابع عشر قبل الميلاد وتأسيس الإمبراطورية الآشورية الحديثة في القرن العاشر قبل الميلاد.

## التوسع والإمبراطورية الآشورية بين 1392-1056 ق.م.
بحلول عهد الملك إيريبا أدد الأول (1392-1366 قبل الميلاد) كان تأثير مملكة ميتاني على آشور في طريقه إلى الانخفاض. انخرط إيريبا أدد الأول في معركة السلالات التي دارت بين شقيقه أرتاما الثاني مع توشراتا ملك ميتاني وبعد ذلك مع نجله شوتارنا الثالث، الذي أطلق على نفسه اسم ملك الحوريين بينما كان يسعى للحصول على الدعم من الآشوريين. ظهر فصيل مؤيد لآشور في الديوان الملكي الميتاني. عريبًا - نجح إيريبا أدد الأول أخيرًا في تحطيم نفوذ ميتاني على آشور، وهذا بدوره جعل لآشور نفوذاً على شؤون ميتاني.
جلس آشور أوباليط الأول (1365-1330 قبل الميلاد) على عرش آشور في عام 1365 قبل الميلاد، وأثبت أنه حاكم قوي وطموح وعنيف. كان الضغط الآشوري من الجنوب الشرقي والضغط الحثي من الشمال الغربي، مكّن آشور أوباليط الأول من كسر قوة ميتاني. وهزم بشكل حاسم شوتارنا الثاني ملك ميتاني في معركة حاسمة، مما جعل آشور واحدة من أكبر الإمبراطوريات قووة ليس على حساب ميتاني فقط، ولكن أيضا على حساب الكيشيين بابل، الحوريين والحثيين؛ وفي الوقت الذي كان الملك الكاشي في بابل سعيداً بالزواج من «موباليت-شيروا» ابنة آشور أوباليط، الذي كانت رسائله إلى إخناتون ملك مصر تشكل جزءًا من رسائل العمارنة.
أدى هذا الزواج إلى نتائج كارثية بالنسبة إلى بابل، حيث قام الفصيل الكيشي في البلاط بقتل الملك البابلي النصف آشوري بورنا بورياش الثاني وعينوا ملكاً آخر على عرش بابل. هذا الأمر أغضب آشور أوباليط الأول مما جعله يغزو بابل على الفور للانتقام من أجل صهره، فدخل بابل وتم إعدام مغتصب العرش (الذي كان أما كارا هارداش ونازي بوغاش) ونصب أبن صهره كوريغالزو الثاني ملكاً على بابل.
بعد ذلك، هاجم آشور أوباليط الأول ماتيوازا ملك ميتاني، وهزمه على الرغم من محاولات الملك الحثي سابيليوليوما الأول الذي ساعد ميتاني لأنه كان يخشى من تنامي القوة الآشورية. تم الاستيلاء على أراضي الميتاني والحوريين على التوالي من قبل آشور مما جعلها إمبراطورية كبيرة وقوية.
جاء الملك إنليل نيراري (1329-1308 قبل الميلاد) بعد آشور أوباليط الأول. ووصف نفسه بـ«الملك العظيم» (شارو رابو) في رسائله إلى ملوك الحثيين. تعرضت آشور لهجوم مباغت من قِبل الملك البابلي كوريغالزو الثاني الذي تم تنصيبه من قِبل والده، لكنه نجح في هزيمته وصد المحاولات البابلية لغزو آشور، وقام الهجوم المضاد والاستيلاء على الأراضي البابلية في هذه العملية، وبالتالي توسيع آشور.
خلف إنليل - نيراري، أريك دن إيلي (حوالي 1307-1296 قبل الميلاد)، وقام بحملة ناجحة في جبال زاغروس شرقاً، وخضع اللولوبيين والغوتيين. وهزم القبائل السامية في سوريا المعروفين باسم بجماعة الأخلامو، والذين ربما كانوا أسلاف الآراميين أو قبيلة آرامية.
تبعه أداد نيراري الأول (1295-1275 قبل الميلاد) الذي جعل كالح (نمرود) عاصمة له، واستمر في التوسع إلى الشمال الغربي، على حساب الحثيين والحوريين، وغزا الأراضي الحثية مثل كركميش وما بعدها. ثم انتقل إلى شمال شرق آسيا الصغرى وقهر شوبريا (في ارمينيا). وحقق أداد نيراري الأول المزيد من المكاسب في الجنوب بضم الأراضي البابلية وإجبار حكام بابل الكيشيين على قبول اتفاقية حدود جديدة لصالح آشور.
ومن الملاحظ إن نقوش آداد نيراري أكثر تفصيلاً من جميع أسلافه. حيث أعلن أن آلهة بلاد ما بين النهرين هي التي دعته إلى الحرب، وهو بيان استخدمه معظم الملوك الآشوريين اللاحقين. وأطلق على نفسه اسم «شارو رابي» (بمعنى «الملك العظيم» باللغة الأكادية) وأجرى مشاريع بناء واسعة في آشور وباقي المقاطعات.
في عام 1274 قبل الميلاد، وصل شلمنصر الأول (1274-1244 قبل الميلاد) إلى العرش، وأثبت أنه ملك محارب عظيم. خلال فترة حكمه، غزا مملكة أورارتو الحورية التي كانت تشمل معظم الأناضول الشرقية وجبال القوقاز في القرن التاسع قبل الميلاد، والغوتيين الشرسين في زاغروس. ثم هاجم ميتاني-الحورية، وهزم كلاً من الملك شاتوارا وحلفائه الحثيين والآراميين، وأخيراً دمر مملكة ميتاني بالكامل في هذه العملية.
خلال الحملة ضد الحثيين، قطع شاتوارا عن الجيش الآشوري إمداداتهم من الطعام والماء، لكن الآشوريين انطلقوا في معركة يائسة، وهوجموا، وغزوا وضربوا ما تبقى من مملكة ميتاني. قام شلمنصر الأول بتنصيب الأمير الآشوري |إيلو إيبادا" حاكماً لميتاني، مع تنصيب حكام آشوريين لحكم المدن الباقية.
تحالف الحثيون مع بابل بعد أن فشلوا في إنقاذ ميتاني في حرب اقتصادية فاشلة ضد آشور لسنوات عديدة. لكن آشور أصبحت إمبراطورية كبيرة وقوية، وشكلوا تهديداً كبيراً للمصالح المصرية والحثية في المنطقة، وربما كانت السبب في أن هاتين القوتين صنعت السلام مع بعضها البعض خوفًا من القوة الآشورية. كان شلمنصر الأول مثل والده بانياً عظيماً حيث وسع مدينة كالح عند ملتقى نهري دجلة والزاب.
نجل شلمنصر وخليفته توكولتي نينورتا الأول (1244–1207 قبل الميلاد)، حقق انتصارًا كبيرًا على الحثيين وملكهم توضاليا الرابع في معركة نهريا واستولى على الآلاف من الأسرى. ثم غزا بابل وأخذ الملك كشتيلياش الرابع أسيرًا وحكم في بابل بنفسه كملك لمدة سبع سنوات تحت اسم «ملك سومر وأكد» اللقب القديم الذي استخدمه سرجون الأكدي لأول مرة. وهكذا أصبح توكولتي-نينورتا الأول أول أبناء بلاد ما بين النهرين الناطقين بالآكادية الذين حكموا ولاية بابل، حيث كان مؤسسوها من الأموريين الأجانب وخلفهم كيشيون أجنبيون على حد سواء. قدم توكولتي نينورتا التماسا إلى الإله شمش قبل أن يبدأ هجومه المضاد. تم القبض على كشتيلياش الرابع بيد واحدة من قبل توكولتي نينورتا وفقا لروايته، الذي «تهافت مع قدمي على رقبته الربانية كما لو كان مسند للقدمين» وترحيله بشكل مخيف وهو مكبل بالسلاسل إلى آشور. هدم الآشوريون المنتصرون جدران بابل، وذبحوا العديد من السكان، وسلبوا ونهبوا في طريقهم عبر المدينة إلى معبد إيساكيلا، وتوقف قبالة تمثال مردوخ. ثم أعلن نفسه «ملك كاردونياش، ملك سومر وأكد، ملك سيبار وبابل، ملك دلمون وميلوحا». تتضمن نصوص العهد الآشوري الأوسط التي تم استعادتها في دور كاتليمو القديمة، رسالة من توكولتي نينورتا إلى «سوكال رابيو» أو الوزير الأكبر (آشور ادين) ينصحه بالاقتراب من الجنرال «شولمان-مشابشو» الذي كان يرافق الأسير كشتيلياش وزوجته وحاشيته التي تضمنت عددًا كبيرًا من النساء بعد هزيمته. في هذه العملية، هزم العيلاميين الذين كان يطمعون في بابل. كما كتب قصيدة ملحمية توثق حروبه ضد بابل وعيلام. بعد تمرد بابل، قام بمداهمة ونهب المعابد فيها، التي تعتبر عملاً من أعمال تدنيس المقدسات. مع تدهور العلاقات مع الكهنة في آشور، بنى توكولتي نينورتا عاصمة جديدة أطلق عليها كار توكولتي-نينورتا.
يرى عدد من المؤرخين بمن فيهم جولیان جینز، توكولتي نينورتا الأول وأفعاله - إلى جانب جلجامش وسرجون الأول وأورنمو - هم الأصل التاريخي للشخصية الخيالية التوراتية «نمرود» في العهد القديم.
ومع ذلك، تمرد أبناء توكولتي نينورتا وحاصروا الملك المسن في عاصمته. وبعد مقتله خلفه إبنه آشور نادين أبلي (1206–1203 قبل الميلاد) الذي ترك إدارة إمبراطوريته إلى حكام المقاطعات الآشوريين مثل آشور نادين أبلي. وكانت هذه الفترة غير مستقرة بالنسبة لبلاد آشور التي مزقتها الصراعات الداخلية، ولم يبذل الملك الجديد سوى محاولات رمزية وغير ناجحة لاستعادة بابل، التي استغل ملوكها الكيشيين الإضطرابات في آشور وحرروا أنفسهم من الحكم الآشوري. ومع ذلك، لم تتعرض بلاد آشور نفسها للتهديد من قبل القوى الأجنبية في عهد آشور نيراري الثالث (1202-1197 قبل الميلاد)، وإنليل خذرصر (1196-1193 قبل الميلاد) ونينورتا أبال إيكور (1192-1180 قبل الميلاد) الذي اغتصب العرش من الذي قبله.
في عصر آشور دان الأول (1179-1133 قبل الميلاد) هدأت الاضطرابات الداخلية في بلاد آشور خلال فترة حكمه الطويلة، وقمع جميع الثورات. خلال السنوات فجر السلالة الكيشية في بابل، يسجل أنه استولى على شمال بابل، بما في ذلك مدن زابان وإرييا وأوغار-سالو خلال حكم مردوخ أبلا إيدينا الأول وزابابا شوما إيدينا، فنهبهم وأخذ منهم غنائم ضخمة إلى آشور. ومع ذلك، فإن غزو شمال بابل قاد آشور إلى صراع مباشر مع بلاد عيلام التي أخذت ما تبقى من بلاد بابل. العيلاميون الأقوياء تحت حكم الملك شوتروك ناخونته أحد أشهر ملوك العيلاميين الذي غزا بابل في سنه 1190.ق.م تقريباً وحمل كل ما يتعلق بتاريخها الي مدينة سوسه وكذلك تمثال الاله مردوخ والذي بقى بعاصمة عيلام لمدة ثلاثين عاماً إلى ان تمكن الملك نبوخذ نصر الأول من استرداده. وخاض حرب مطولة مع آشور، واستولى لفترة وجيزة على مدينة أرابخا الآشورية، والتي استعادها آشور دان الأول، ثم انهزم العيلاميين في نهاية المطاف وفرضت عليهم معاهدة.
حدثت اضطرابات داخلية مرة أخرى بعد فترة وجيزة من وفاة آشور دان الأول عندما تم عزل ابنه وخليفته نينورتا توكولتي آشور (1133 قبل الميلاد) في عامه الأول من الحكم على يد شقيقه موتاكيل نوسكو وأجبر على الفرار إلى بابل. وتوفي موتاكيل-نوسكو في نفس العام (1133 قبل الميلاد). فتولى العرش الأخ الثالث آشور ريش إيشي الأول (1133-1116 ق.م.). وقاد ذلك إلى عهد جديد من التوسع للإمبراطورية الآشورية. عندما انهارت إمبراطورية الحثيين يسبب هجمات الأقوام الفريجية الهندوأوربية (الذين سموا موشكي في السجلات الآشورية)، بدأت بابل وآشور في التنافس على المناطق الآرامية (في سوريا الحديثة)، التي كانت في السابق تحت سيطرة الحثيين. وتواجهت قواتهما مع بعضها البعض في تلك المنطقة، التقى الملك الآشوري آشور ريش إيشي الأول مع نبوخذ نصر الأول البابل وهزمه في عدد من المناسبات. ثم غزت آشور التي يسيطر عليها الحثيين في مناطق آسيا الصغرى، وآرام (سوريا) ، والغوتيين والكاشيين في زاغروس، وضمت الأراضي اليها، مما يمثل طفرة في التوسع الإمبريالي.
تغلث بلاسر الأول (1115–1077 قبل الميلاد)، يتنافس مع شمشي أدد الأول وآشور أوباليط الأول بين المؤرخين باعتباره مؤسس أول إمبراطورية آشورية. وهو نجل آشور ريش إيشي الأول، صعد إلى العرش بعد وفاة والده، وأصبح واحداً من أعظم الفاتحين الآشوريين خلال فترة حكمه التي استمرت 38 عامًا. كانت حملته الأولى سنة 1112 قبل الميلاد ضد الفريجيين الذين حاولوا احتلال بعض المناطق الآشورية في منطقة أعالي الفرات في آسيا الصغرى؛ بعد هزيمة الفريجيين وطردهم، واجتاح ممالك اللاويين في كوماجيني، وقيليقية وكابادوكيا في غرب آسيا الصغرى، وقاد الحثيين الجدد من مقاطعة سوبارتو الآشورية شمال شرق ملطية.
في حملة لاحقة، اخترقت القوات الآشورية أورارتو، إلى الجبال الواقعة جنوب بحيرة فان ثم انتقلت غرباً لتخضع ملطية. في عامه الخامس قام تغلث بلاسر الأول مرة أخرى بمهاجمة كوماجينيو وقيليقية وكابادوكيا، وسجل رقمًا قياسيًا في انتصاراته المحفورة على لوحات نحاسية في قلعة شيدها لتأمين فتوحاته الأناضولية.
كان الآراميون في شمال ووسط سوريا هم الأهداف التالية للملك الآشوري، الذي شق طريقه إلى أبعد من منابع نهر دجلة. تم تأمين السيطرة على الطريق السريع إلى البحر المتوسط من خلال امتلاك بلدة بيترو الحثية عند التقاطع بين الفرات وساجور؛ ومن ثم مضى لغزو المدن الكنعانية-الفينيقية في بيبلوس، صور، صيدا، سيميرا، بيريتوس (بيروت)، أرادوس، وأخيراً أرواد. حيث ابحر في سفينة في البحر الأبيض المتوسط، حيث قتل ناهيرو أو «فرس البحر»(الذي يترجمه أ.ليو أوبنهايم على إنه حريش البحر). كان مولعاً بالصيد وكان أيضا معماراً كبيرا. وقام بترميم معبد الآلهة آشور وهدد في العاصمة الآشورية آشور، وكانت واحدة من مبادراته. قام أيضًا بغزو وهزيمة بابل مرتين، ونال اللقب القديم «ملك سومر وأكاد»، وأجبر بابل على دفع الجزية، على الرغم من أنه لم يخلع فعلياً الملك الفعلي في بابل، حيث استسلمت الأسرة الكاشية القديمة لملك عيلامي.
خلفه أشاريد أبال إيكور (1076-1074 قبل الميلاد) الذي حكم لمدة عامين فقط. لقد شهدت فترة حكمه ازدياد أهمية مكتب أومانو (الكاتب الملكي).
احتفظ آشور بيل كالا (1073-1056 قبل الميلاد) بالإمبراطورية الشاسعة معًا، وقام بحملة ناجحة ضد أورارتو وفريجيا من الشمال والآراميين إلى الغرب. حافظ على علاقات ودية مع مردوخ شبيك زيري ملك بابل. وبعد وفاة مردوخ شبيك زيري قام آشور بيل كالا بغزو بابل وخلع الحاكم الجديد كادشمان بورياش، وعين أداد أبلا إيدينا ليكون تابعاً له في بابل. بنى بعضاً من الأمثلة المبكرة لكل من حدائق الحيوان وحدائق النباتات في آشور، حيث جمع كل أنواع الحيوانات والنباتات من إمبراطوريته، وجلب مجموعة من الحيوانات الغريبة عبر الجزية التي كان يأخذها مصر.
كان صياداً ماهراً، واصفاً مآثره «في مدينة أرازيك التي تقع قبال أراضي الحثيين عند سفح جبل لبنان». هذه المواقع تظهر أنه في عهده كانت آشور ما تزال تسيطر على إمبراطورية شاسعة.
في أواخر عهده، اندلعت الحرب الأهلية في الإمبراطورية الآشورية الوسطى، عندما ظهر تنظيم تمرد من قبل «توكولتي مير» المطالب بالعرش الآشوري. في نهاية المطاف، سُحِق «توكولتي مير» وحلفاؤه على يد آشور بيل كالا، لكن الحرب الأهلية في آشور سمحت لجحافل الآراميين بالاستفادة من الوضع، والضغط على الأراضي الآشورية من الغرب. هاجمهم آشور بلعالا، وغزا حتى كركميش ومنابع نهر الخابور، ولكن بحلول نهاية حكمه كانت العديد من مناطق سوريا وفينيقيا-كنعان إلى الغرب من هذه المناطق حتى البحر الأبيض المتوسط، تحت سيطرة الإمبراطورية الآشورية، والتي فقدتها في نهاية المطاف.

## آشور خلال انهيار العصر البرونزي، 1055-936 قبل الميلاد
كان العصر البرونزي «انهيار» من 1200 ق.م. إلى 900 ق.م. عصرًا مظلمًا للشرق الأدنى بأكمله وشمال إفريقيا وآسيا الصغرى والقوقاز والبحر الأبيض المتوسط ومنطقة البلقان، مع ثورات كبيرة وحركات جماهيرية ضخمة.
لم تتأثر آشور وإمبراطوريتها بهذه الأحداث الصاخبة على مدار 150 عامًا، وربما كانت القوة القديمة الوحيدة التي لم تكن كذلك. ومع ذلك، بعد وفاة آشور بيل كالا في عام 1056 قبل الميلاد، دخلت آشور في مرحلة انحطاط نسبي خلال المائة عام التالية أو نحو ذلك. فتقلصت الإمبراطورية بشكل كبير، وبحلول عام 1020 قبل الميلاد كانت آشور لم تكن تسيطر إلا على المناطق القريبة من آشور نفسها، وهي ضرورية للحفاظ على طرق التجارة مفتوحة في الشرق الآرامي وجنوب شرق آسيا الصغرى ووسط بلاد ما بين النهرين وشمال غرب إيران.
انتقلت الشعوب السامية الغربية الجديدة مثل الآراميين والكلدانيين والسوتانين إلى مناطق في غرب وجنوب آشور، بما في ذلك اجتياح جزء كبير من بابل إلى الجنوب. انتقلت شعوب إيرانية ناطقة بالهنودأوروبية مثل الميديين والفرس والبارثيين، إلى الأراضي الواقعة شرق آشور، مما أدى إلى تشريد الغوتيين الأصليين والضغط على عيلام ومانيا (التي كانت جميعها حضارات قديمة ليست هندو-أوروبية في إيران). إلى الشمال، اجتاح الفريجيين الحثيين، ونشأت دولة حوريّة جديدة تسمى أورارتو في شرق الأناضول والقوقاز. كان السيميريون والكولخيسيون (الجورجيون) والسكوثيون حول البحر الأسود والقوقاز. وكانت مصر منقسمة وفي حالة من الفوضى. وكان الإسرائيليون يقاتلون مع زملائهم الآخرين من الشعوب الكنعانية السامية مثل العمالقة والموآبيين والإدوميين والعمونيين، وكذلك الفلستيون (الفلسطينيون) الغير سامية (الذين ربما كانوا من بين ما يسمى بـ«شعوب البحر») للسيطرة على جنوب كنعان.

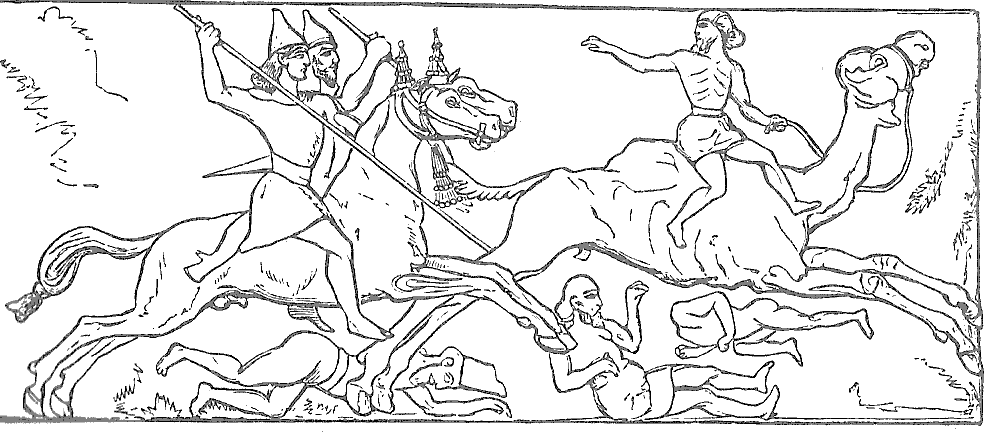
لوحة تبين الفرسان الآشوريون وهم يلاحقون العرب المهزومين.

على الرغم من الضعف الواضح لآشور بالمقارنة مع قوتها السابقة، إلا أنها في تلك الحقيقة بقيت أمة قوية ودافعت عنها بشكل جيد وكان محاربيها الأفضل في العالم. كانت آشور ذات الملكية المستقرة والجيش القوي والحدود الآمنة، في وضع أقوى خلال ذلك الوقت من المنافسين المحتملين مثل مصر، بابل، إيلام، فريجيا، أورارتو، فارس، وميديا. دافع ملوك آشور بيل كالا وإيريبا أدد الثاني وآشور رابي الثاني وآشور ناصربال الأول وتغلث بلاسر الثاني وآشور دان الثاني بنجاح عن الحدود الآشورية ودعموا الاستقرار خلال ذلك الوقت المضطرب.
يبدو أن الملوك الآشوريين قد تبنوا خلال هذه الفترة سياسة الحفاظ والدفاع المحكم وتأمين تخوم المستعمرات، وتخلل ذلك غارات عقابية متفرقة وغزوات للأراضي المجاورة إذا دعت الحاجة.
حكم إيريبا أدد الثاني لمدة عامين فقط، وفي ذلك الوقت واصل حملته ضد الآراميين والحثيين الجدد قبل الإطاحة به من قبل عمه المسن شمشي أدد الرابع (1053-1050 قبل الميلاد) والذي يبدو أنه كان يتمتع بفترة حكم هادئ. خلفه آشور ناصربال الأول (1049-1031 قبل الميلاد)، وخلال فترة حكمه واصل حملته بلا هوادة ضد الآراميين إلى الغرب. وعانت آشور من مجاعة خلال تلك الفترة. ويبدو أن شلمنصر الثاني (1030-1019 قبل الميلاد) قد فقد أراضيه في بلاد الشام أمام الآراميين الذين يبدو أنهم احتلوا كذلك نائيري في جنوب شرق آسيا الصغرى، التي كانت حتى ذلك الوقت مستعمرة آشورية.
تولى آشور نيراري الرابع العرش في عام 1018 قبل الميلاد، واستولت على مدينة أتليلا البابلية من سمبار شيبك واستمرت في حملات آشورية ضد الآراميين. تم خلعه في نهاية المطاف من قبل عمه آشور رابي الثاني في عام 1013 قبل الميلاد.
خلال حكم آشور رابي الثاني (1013–972 ق.م.) استولت قبائل الآرامية على مدينتي بيترو وموتكينو (اللتان استولى عليهما تيغلت بلاصر الأول واستعمرتهما). أظهر هذا الحدث إلى أي مدى استطاعت آشور تأكيد نفسها عسكريا عندما دعت الحاجة. هاجم الملك الآشوري الآراميين، وشق طريقه إلى أقصى البحر المتوسط وبنى شعلة في منطقة جبل أتالور>
وصل إلى الحكم آشور ريش إيشي الثاني (971–968 ق.م.) وكان على الأرجح رجلاً مسناً إلى حد ما بسبب طول فترة حكم والده، وكانت فترة حكمه هادئة إلى حد كبير ، فيما يتعلق بالدفاع عن حدود آشور وإجراء مشاريع إعادة بناء متنوعة داخل الإمبراطورية.
خلفه تغلث بلاسر الثاني (967-936 قبل الميلاد) واستمر حكمه لمدة 28 عاماً ، حافظ فيها على سياسات أسلافه ، ولكن يبدو أنه كان له حكم هادئ.

## المجتمع الآشوري في العصر الأوسط

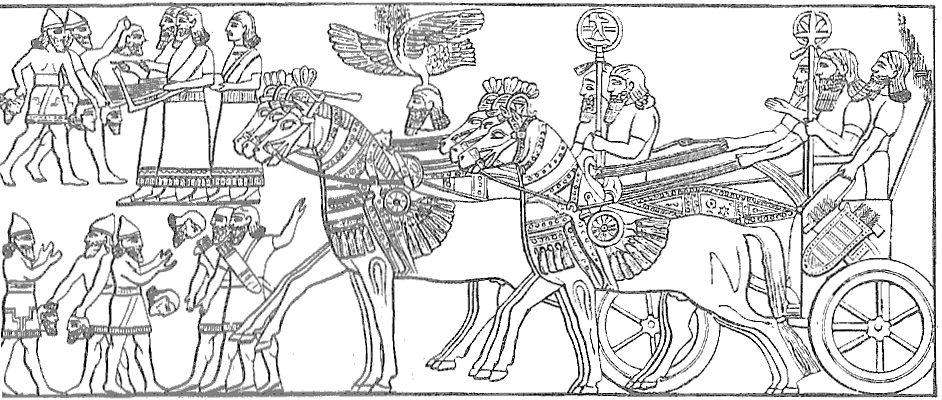
رسم يبين القوات الآشورية وهي عائدة من النصر.

واجهت آشور صعوبات في الحفاظ على طرق تجارة مفتوحة. على عكس الوضع في العصر الآشوري القديم ، وكانت تجارة المعادن في الأناضول تحت سيطرة الحثيين والحوريين. وكانت هذه الأقوام في ذلك الوقت تسيطر على موانئ البحر الأبيض المتوسط ، بينما كان الكاشيون يسيطرون على طريق النهر جنوباً إلى الخليج العربي.
كانت المملكة الآشورية الوسطى منظمة تنظيماً جيداً ، وفي ظل السيطرة القوية للملك ، الذي كان أيضًا بمثابة رئيس كهنة أشور. كان لديه بعض الالتزامات الدينية ، وكان عليه توفير الموارد للمعابد. وأصبح الكهنة قوة رئيسية في المجتمع الآشوري. يُعتقد أن النزاعات مع الكهنة كانت وراء مقتل الملك توكولتي-نينورتا الأول.
كانت المدن الآشورية الرئيسية في الفترة الوسطى هي آشور وكالح (نمرود) ونينوى، وكلها تقع في وادي نهر دجلة. في نهاية العصر البرونزي ، كانت نينوى أصغر بكثير من بابل ، لكنها لا تزال واحدة من المدن الكبرى في العالم (يبلغ عدد سكانها 33000 نسمة). بحلول نهاية الفترة الآشورية الجديدة ، نمت إلى عدد سكان يصل إلى 120,000، وربما كانت أكبر مدينة في العالم في ذلك الوقت.

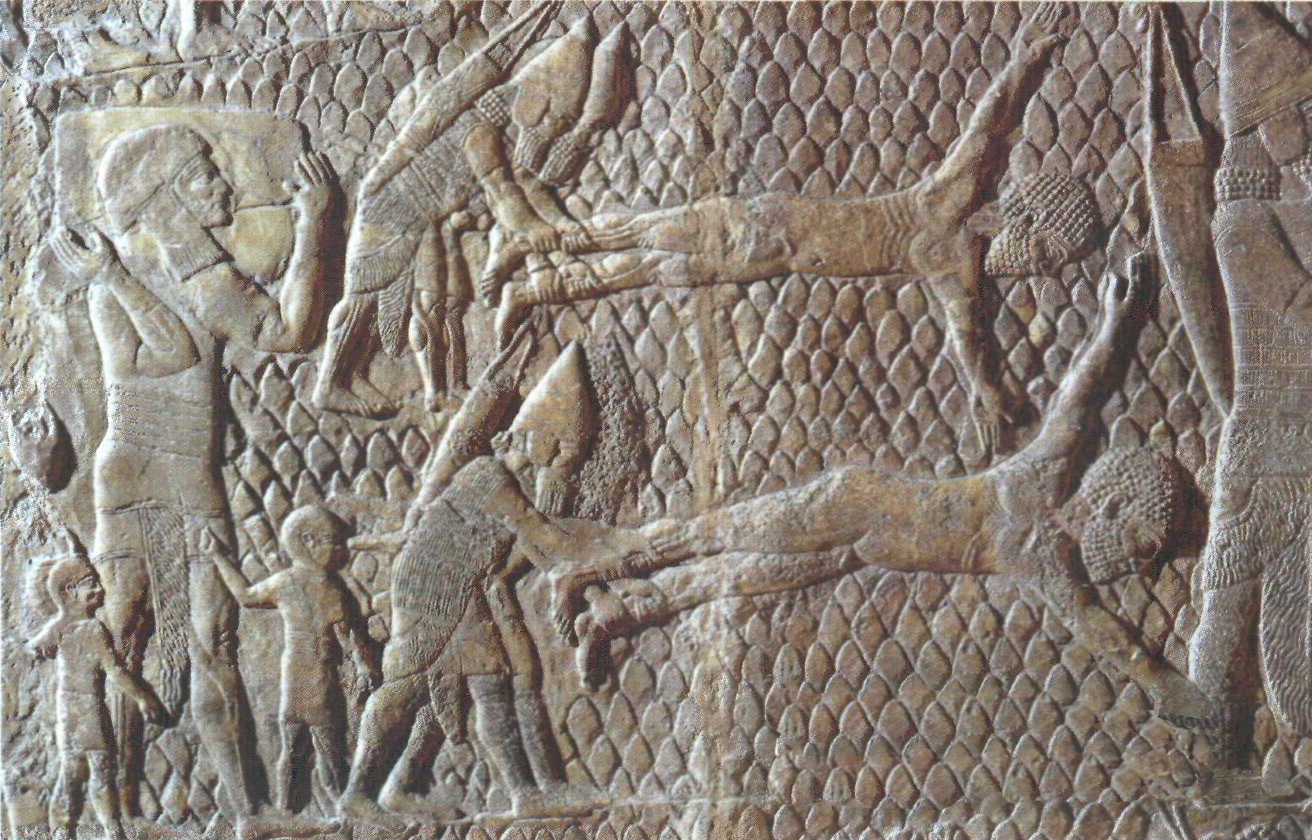
الآشوريون يسلخون جلد أسراهم وهم أحياء

تتميز الفترة الآشورية الوسطى بالحروب الطويلة التي خاضتها خلال تلك الفترة والتي ساعدت في بناء آشور كمجتمع محارب. اعتمد الملك على كل من فئة المواطن والكهنة في عاصمته ، وعلى طبقة يالنبلاء الذين قدموا الخيول التي يحتاجها الجيش الآشوري. توضح الوثائق والرسائل أهمية هذه الطبقة في المجتمع الآشوري. كانت بلاد آشور تحتاج إلى ري صناعي أقل من بابل ، وتربية الخيول في آشور كانت على نطاق واسع. تم العثور على أجزاء من النصوص التفصيلية حول رعايتها وتدريبها. وكانت التجارة في جميع الاتجاهات. وكان الريف الجبلي الواقعة إلى الشمال والغرب من آشور مصدرا رئيسيا لخام المعادن ، وكذلك الخشب.
تأثرت الهندسة المعمارية الآشورية ، ومثلها في ذلك بابل ، بأساليب السومر-أكدية (وإلى حد ما ميتاني)، لكنها طورت في وقت مبكر أسلوبها المميز. كانت القصور مزخرفة بالديكورات الملونة على الجدران ، كما تم تطوير عمليات نحت الختم (فن تم تعلمه من ميتاني). كانت مدارس الكتاب تدرس كل من اللهجة البابلية والآشورية باللغة الأكدية، وكانت الأعمال الأدبية السومرية والأكادية غالباً ما يتم نسخها بنكهة آشورية. تم استخدام اللغة الأكدية باللهجة الآشورية في النصوص القانونية والرسمية والدينية والعملية مثل الطب أو الإرشادات المتعلقة بتصنيع المواد. خلال القرنين الثالث عشر والعاشر ، ظهرت حكايات الصور كشكل فني جديد (وهي سلسلة متواصلة من الصور المنحوتة على ألواح حجرية مربعة. تذكرنا بعض الشيء بالكتاب الهزلي ، وتصور فيها أحداث مثل الحرب أو الصيد ، مرتبة بالترتيب من أعلى اليسار إلى الركن الأيمن السفلي من الشعار مع تعليق يكتب تحتها.) تظهر هذه الأختام المنحوتة بصورة الممتازة أن الفن الآشوري بدأ يتخطى البابلي. وشهدت الهندسة المعمارية إدخال نمط جديد من الزقورات ، مع برجين والبلاطات المصقولة والملونة.

### القوانين
تم إلزام جميع المواطنين الذكور الأحرار بالخدمة في الجيش لفترة من الزمن ، وهو نظام أطلق عليه اسم «إيلكو» (أي الخدمة). تم إصدار تشريع قانوني خلال القرنين الرابع عشر والثالث عشر قبل الميلاد ، يدل بوضوح على أن الوضع الاجتماعي للمرأة في آشور كان أقل من وضع المجتمعات المجاورة. فسُمح للرجال بتطليق زوجاتهم دون دفع تعويضات لهم. وإذا ارتكبت المرأة الزنا ، فقد تتعرض للضرب أو الموت. ليس من المؤكد ما إذا كانت هذه القوانين مطبقة بصورة أكيدة ، لكن يبدو أنها كانت رد فعل عنيف ضد بعض الوثائق القديمة التي منحت أشياء مثل المساواة في التعويض لكلا الشريكين في الطلاق. كما تعرضت نساء وحريم الملك وعبيدهم لعقوبات قاسية ، مثل الضرب والتشويه والموت.
كانت آشور بشكل عام لديها قوانين أكثر صرامة من باقي المناطق. عمليات الإعدام كانت شائعة ، وسمحت في بعض الجرائم بإجراء محاكمات الخدمة العسكرية تحت التعذيب والإكراه ، وكانت العقوبات تتراوح بين العرض على الجماهير، والأشغال الشاقة، والجلد بالسياط من عشرين إلى مائة جلدة، وجدع الأنف، وصلم الأذنين، والإخصاء وقطع اللسان ، وسمل العينين ، والخزق ، وقطع الرأس. وتصف قوانين سرجون الثاني بعض المتع الأخرى كشرب السم ، وحرق ابن المذنب أو إبنته حيين على مذبح الإله. يحتوي أحد الألواح على عقوبات وحشية للمخالفين. يمكن للدائن أن يجبر المدينين على العمل لصالحه ، ولكن لا يبيعهم.
كانت القوانين الآشورية في العصر الوسيط تُعاقب على الجرائم الجنسية بشكل مماثل سواء كان الشخص طبيعياً أو مثلياً